# Sophia Byass
Sophia Byass, bekannt als Sophia oder Sophia Dancehall Diva, (geboren am 26. Mai 1993 in Gambia) ist eine gambische Dancehall-Musikerin.

## Leben
Sophia Byass wuchs in Kanifing auf. Sie hat Vorfahren aus Sierra Leone. Ihr Vater arbeitete als Lehrer.
Sie besuchte die Saint Therese’s Lower Basic School und die SOS High School. Nach ihrem Schulabschluss studierte sie Travel and Tourism am Institute of Travel and Tourism of The Gambia (ITOG).
2012 gewann sie einen Schönheitswettbewerb.
Sie arbeitete als Flugbegleiterin und bis 2014 als Lehrkraft in einer Grundschule.

## Karriere
Im Alter von acht Jahren begann sie in einem Kirchenchor zu singen. Ab 19 verfolgte sie eine professionelle Musikkarriere.
2013 unterschrieb sie einen Fünf-Jahres-Vertrag beim gambischen Label Block Entertainment und trat fortan regelmäßig auf. 2015 war sie die einzige weibliche Künstlerin, die auf dem größten gambischen Festival, dem Open Mic Festival, auftrat. Sie trat unter anderem zusammen mit ENC und den internationalen Künstlern Davido, Beenie Man und Alkaline auf.
2019 tourte sie durch Europa.
Sophia Byass wird zu den bekanntesten jüngeren gambischen Musikerinnen und Musikern gezählt.

## Auszeichnungen
- 2014: Best Female Upcoming Artist bei den National Music Awards.[8]
- 2015: Best Upcoming Female Dancehall Artist of the Year bei den Purely Gambian Entertainment Awards.[5]
- 2015 und 2016: Best Female Artist of the Year.[1]

## Diskografie
- 2014: Respect a Woman (Single)[5]
- November 2016: Revelation (Mixtape)[1]
- Dezember 2017: Determination (Debütalbum)[1]